# 竹久みち
竹久 みち（たけひさ みち、1930年（昭和5年）1月 - 2009年（平成21年）7月24日）は、昭和時代の服飾デザイナー、実業家。本名は小島 美知子（こじま みちこ）。東京出身。
三越社長を務めた岡田茂の愛人でもあり、同社の経営にも介入するなどして「三越の女帝」の異名でも呼ばれたが、1982年の「三越事件」で岡田とともに逮捕され、有罪判決を受けて服役した。「竹久」の名は、岡田が竹久夢二が好きなところから、名付けた言われる。

## 来歴・人物
父親は生命保険会社のサラリーマンで、のちに街の金融業を設立、成功した。1950年に竹久は旧制共立女子専門学校生活科（現・共立女子大学）を卒業。在学中は演劇部に所属し、早稲田大学の演劇サークルとも交流、その縁で早大理工学部の学生だったN・Aと23歳のとき結婚する。だが、竹久は義母との折合いも悪く、新婚の2人は1年もたたないうちに家を出て、長女を連れて北区の竹久の実家に転がり込んだ。竹久は子どもを母親に預けて、文化学院デザイン科に入り、商業デザインの勉強を始める。1957年に2人は協議離婚し、子どもは竹久が引き取り、同時に彼女は文化学院を卒業する。
文化学院在学中に、「ヌーベル・アクセサリー研究所」を赤坂に設立。上野松坂屋、銀座松坂屋などと取引。テレビ各局に出演し、アクセサリーについて語る。アクセサリー研究所は、改称、転居を経て、1960年からは、六本木で「竹久みちアクセサリーデザインスクール」として、国内初のアクセサリーデザイナーの養成を始める。
竹久は、1958年、三越で彼女がデザインしたアクセサリーの第1回作品発表のとき宣伝部長であった岡田と知り合ったと語っており、翌59年には三越本店にアクセサリーの売場を持った。1968年10月に渋谷区猿楽町の土地を買って、翌年11月には、鉄筋7階建ての竹久ビルを新築する。工事費は1億円、うち5千万円を岡田が貸したともいうが、竹久は2階を「竹久みちアクセサリー学院」、3階を同時に設立した「アクセサリーたけひさ」、4階以上を貸室として、学院長、社長、ビルのオーナーとなった。ちょうど岡田が三越の常務、本店長となった頃である。「アクセサリーたけひさ」は装身具と室内装飾品の製作、販売を業とするが、当初は三越を主体に都内百貨店に竹久と学院生の作品を卸す会社だった。1970年から竹久は三越のバックアップを受けて帝国ホテルで「竹久みちアクセサリーショー」を開催しはじめる。
岡田が三越の社長に就任した1972年には、竹久は3月に猿楽町の竹久ビルに「オリエント交易」を設立。同社は三越の大口納入業者となった。これにより多額の取引手数料を手にしたほか、三越の社内人事にも介入するようになり、竹久は「三越の女帝」と呼ばれた。しかし1982年に「三越事件」によって岡田が社長を解任され、竹久は三越社内への影響力を失った。その後はクィーンズオーキッド株式会社を設立し、代官山の自社ビルでアートフラワーの販売を続けた。
岡田が社長を解任された翌月、三越に約18億円の損害を与えたとして岡田とともに逮捕され、特別背任罪と所得税法違反の容疑で起訴された。最高裁判所まで争ったが、1997年10月に最高裁で上告が棄却され、懲役2年6月および罰金6,000万円の実刑判決が確定し、栃木刑務所に収監された。
服役出所後は、ビジネスコンサルタントとして活動した。
動脈瘤を患っていたが、2009年7月24日午後1時頃に、東京都内の病院にて死去。79歳没。

## 著書
- 『アクセサリー教室 作り方技術のすべて』鎌倉書房、1965年。
- 『アクセサリー』保育社<カラーブックス>、1967年。
- 『ふりむかない私 "女帝"といわれた私の真実』講談社、1985年5月。ISBN 978-4062017190。
- 『報道被害 11人の告発』創出版、1991年8月。
著者 : 山際永三・池田理代子・桐生裕子・竹久みち・中西ミツ子・佐川一政・八尾恵・草野光子・米原ゆり・三浦和義・神戸エイズ被害者
- 『罪名女 もうひとつの「三越事件」』ごま書房、2004年4月。ISBN 978-4341172138。